# Ивановский Емецкий монастырь
Ивановский Емецкий монастырь — женский монастырь, существовавший до 1613 года.
Был расположен примерно в 180 километрах от Архангельска (в бывшем Холмогорском уезде) на реке Емце, впадающей в Двину. Первый раз упомянут в 1587 году, время основания неизвестно. В 1613 году Холмогорский воевода, князь Петр Иванович Пронский, опасаясь набегов польских войск, уничтожил монастырь, а инокинь перевёл в Покровский Емецкий монастырь. На месте монастыря был построен острог.
Следов монастыря не сохранилось. Обитель была приписана к Антониево-Сийскому монастырю.

## Храмы монастыря
В 1857 году в монастыре уже были построены храмы в честь Георгия Страстотерпца и Иоанна Предтечи. 